# Anđelko Zelenika
Anđelko Zelenika (Mostar, 19. travnja 1928. – Mostar, 26. travnja 2021. ), hrvatski povjesničar umjetnosti i konzervator iz Bosne i Hercegovine.
Diplomirao je na Filozofskom fakultetu u Beogradu 1954., od 1956. do umirovljenja 2001. radio je kao konzervator Regionalnoga zavoda za zaštitu spomenika kulture u Mostaru. Posebno se bavi istraživanjem stećaka i njihovom zaštitom. Bio je urednik prvih osam brojeva časopisa Hercegovina.

## Izbor iz djela
- Gabela kao obrambeni centar donje Neretve u doba Turaka, 1981. (objavljeno u časopisu Hercegovina)
- Problem zaštite i prenosa stećaka u Hercegovini, 1982. (objavljeno u časopisu Hercegovina)
- Konzervatorski zahvati na ikonama u Hercegovini, 1983. (objavljeno u časopisu Hercegovina)
- Stećci jablaničkog područja, 1985. (objavljeno u časopisu Hercegovina)
- Kula iz XVII stoljeća na Humu u Mostaru, 1987. (objavljeno u časopisu Hercegovina)
- Gabela na Neretvi, 2005. (monografija)
- Mostar u slici i riječi, 2008. (monografija)